# Natomas Men's Professional Tennis Tournament
Il Natomas Men's Professional Tennis Tournament è stato un torneo professionistico di tennis giocato sul cemento, che faceva parte dell'ATP Challenger Tour. Si è giocato annualmente a Sacramento in California negli USA dal 2005 al 2015.

## Albo d'oro

### Singolare
| Anno | Campione         | Finalista        | Punteggio        |
| ---- | ---------------- | ---------------- | ---------------- |
| 2005 | Rik De Voest     | Phillip Simmonds | 3–6, 6–3, 6–4    |
| 2006 | Paul Goldstein   | Rajeev Ram       | 7–6(5), 4–6, 7–5 |
| 2007 | Wayne Odesnik    | Lu Yen-hsun      | 6–2, 6–3         |
| 2008 | Donald Young (1) | Robert Kendrick  | 6–4, 6–1         |
| 2009 | Santiago Giraldo | Jesse Levine     | 7–6(4), 6–1      |
| 2010 | John Millman     | Robert Kendrick  | 6–3, 6–2         |
| 2011 | Ivo Karlović     | James Blake      | 6–4, 3–6, 6–4    |
| 2012 | James Blake      | Miša Zverev      | 6–1, 1–6, 6–4    |
| 2013 | Donald Young (2) | Tim Smyczek      | 7–5, 6–3         |
| 2014 | Sam Querrey      | Stefan Kozlov    | 6–3, 6–4         |
| 2015 | Taylor Fritz     | Jared Donaldson  | 6–4, 3–6, 6–4    |

### Doppio
| Anno | Campione                           | Finalista                            | Punteggio            |
| ---- | ---------------------------------- | ------------------------------------ | -------------------- |
| 2005 | Scott Lipsky David Martin (1)      | John-Paul Fruttero Mirko Pehar       | 6–4, 6–4             |
| 2006 | Paul Goldstein Jeff Morrison       | Amer Delić Brian Wilson              | 6–1, 6–3             |
| 2007 | Robert Kendrick Brian Wilson       | John-Paul Fruttero Sam Warburg       | 7–5, 7–6(8)          |
| 2008 | Brian Battistone Dan Battistone    | John Isner Rajeev Ram                | 1–6, 6–3, [10–4]     |
| 2009 | Lester Cook David Martin (2)       | Santiago González Travis Rettenmaier | 4–6, 6–3, [10–5]     |
| 2010 | Rik De Voest Izak van der Merwe    | Nicholas Monroe Donald Young         | 4–6, 6–4, [10–7]     |
| 2011 | Carsten Ball Chris Guccione        | Nicholas Monroe Jack Sock            | 7–6(3), 1–6, [10–5]  |
| 2012 | Tennys Sandgren Rhyne Williams     | Devin Britton Austin Krajicek        | 4–6, 6–4, [12–10]    |
| 2013 | Matt Reid John-Patrick Smith (1)   | Jarmere Jenkins Donald Young         | 7–6(1), 4-6, [14–12] |
| 2014 | Adam Hubble John-Patrick Smith (2) | Peter Polansky Adil Shamasdin        | 6–3, 6–2             |
| 2015 | Blaž Kavčič Grega Žemlja           | Daniel Brands Dustin Brown           | 6–1, 3–6, [10–3]     |